# セザール・フェレイラ
セザール・フェレイラ（Cézar Ferreira、1985年2月15日 - ）は、ブラジルの男性総合格闘家。サンパウロ州カタンドゥーヴァ出身。MMAマスターズ所属。TUF Brazilミドル級王者。
ビクトー・ベウフォートの弟子。

## 来歴
6歳からカポエイラ、その後アマチュアレスリングとブラジリアン柔術を学び、ホイス・グレイシーの試合を見て総合格闘技に興味を持った。2007年に総合格闘技デビュー。

### The Ultimate Fighter
2012年、リアリティ番組「The Ultimate Fighter Brazil」に参加。ビクトー・ベウフォート率いるチーム・ベウフォートに所属。ミドル級トーナメント1回戦でレオナルド・マフラと対戦し、ギロチンチョークで一本勝ち。準決勝でチアゴ・ペルペチュオと対戦し、ハイキックでKO勝ちを収め決勝進出を果たした。
2012年6月23日、UFC 147のミドル級トーナメント決勝でセルジオ・モラエスと対戦し、3-0の判定勝ちを収め優勝を果たした。

### UFC
2014年3月23日、UFC Fight Night: Shogun vs. Henderson 2でCB・ダラウェイと対戦し、パウンドでKO負けを喫した。
2015年7月12日、ウェルター級転向初戦となったThe Ultimate Fighter 21 Finaleでウェルター級ランキング14位のホルヘ・マスヴィダルと対戦し、パウンドでKO負けを喫した。
2016年11月19日、UFC Fight Night: Bader vs. Nogueira 2でジャック・ハーマンソンと対戦し、肩固めで一本勝ち。パフォーマンス・オブ・ザ・ナイトを受賞した。

## 戦績
| 総合格闘技 戦績 | 総合格闘技 戦績 | 総合格闘技 戦績 | 総合格闘技 戦績 | 総合格闘技 戦績 | 総合格闘技 戦績 | 総合格闘技 戦績 |
| --------------- | --------------- | --------------- | --------------- | --------------- | --------------- | --------------- |
| 24 試合         | (T)KO           | 一本            | 判定            | その他          | 引き分け        | 無効試合        |
| 14 勝           | 4               | 4               | 6               | 0               | 0               | 0               |
| 10 敗           | 5               | 0               | 5               | 0               | 0               | 0               |

| 勝敗 | 対戦相手                     | 試合結果                        | 大会名                                                      | 開催年月日     |
| ×    | マルシン・ハムレット         | 1R 0:13 TKO（脚の負傷）         | PFL 9 【2021年PFLライトヘビー級トーナメント準決勝】         | 2021年8月27日  |
| ×    | クリス・カモージー           | 5分3R終了 判定0-3               | PFL 5                                                       | 2021年6月17日  |
| ○    | ニック・ローリック           | 1R 0:37 KO                      | PFL 2                                                       | 2021年4月29日  |
| ×    | マーヴィン・ヴェットーリ     | 5分3R終了 判定0-3               | UFC Fight Night: de Randamie vs. Ladd                       | 2019年7月13日  |
| ×    | イアン・ハイニッシュ         | 5分3R終了 判定0-3               | UFC Fight Night: Magny vs. Ponzinibbio                      | 2018年11月17日 |
| ○    | カール・ロバーソン           | 1R 4:45 TKO（肩固め）           | UFC 224: Nunes vs. Pennington                               | 2018年5月12日  |
| ○    | ネイサン・マーコート         | 5分3R終了 判定2-1               | UFC Fight Night: Poirier vs. Pettis                         | 2017年11月11日 |
| ×    | イライアス・テオドロウ       | 5分3R終了 判定0-3               | UFC Fight Night: Lewis vs. Browne                           | 2017年2月19日  |
| ○    | ジャック・ハーマンソン       | 2R 2:11 肩固め                  | UFC Fight Night: Bader vs. Nogueira 2                       | 2016年11月19日 |
| ○    | アンソニー・スミス           | 5分3R終了 判定3-0               | The Ultimate Fighter 23 Finale                              | 2016年7月8日   |
| ○    | オルワレ・バンブーシェ       | 5分3R終了 判定3-0               | UFC on FOX 19: Teixeira vs. Evans                           | 2016年4月16日  |
| ×    | ホルヘ・マスヴィダル         | 1R 4:22 KO（肘打ち→パウンド）   | The Ultimate Fighter 21 Finale                              | 2015年7月12日  |
| ×    | サム・アルビー               | 1R 3:34 KO（左フック→パウンド） | UFC Fight Night: Bigfoot vs. Mir                            | 2015年2月22日  |
| ○    | アンドリュー・クレイグ       | 5分3R終了 判定3-0               | UFC Fight Night: Swanson vs. Stephens                       | 2014年6月28日  |
| ×    | CB・ダラウェイ               | 1R 0:39 KO（右フック→パウンド） | UFC Fight Night: Shogun vs. Henderson 2                     | 2014年3月23日  |
| ○    | ダニエル・サラフィアン       | 5分3R終了 判定2-1               | UFC Fight Night: Belfort vs. Henderson                      | 2013年11月9日  |
| ○    | チアゴ・サントス             | 1R 0:47 ギロチンチョーク        | UFC 163: Aldo vs. Korean Zombie                             | 2013年8月3日   |
| ○    | セルジオ・モラエス           | 5分3R終了 判定3-0               | UFC 147: Silva vs. Franklin 2 【ミドル級トーナメント 決勝】 | 2012年6月23日  |
| ×    | エルヴィス・ムタプシッチ     | 1R 0:25 KO（パンチ）            | Superior Cage Combat 2                                      | 2011年8月20日  |
| ○    | チャウン・シムズ             | 1R 0:17 KO（パンチ）            | Ring of Fire 40: Backlash                                   | 2011年4月16日  |
| ○    | カッシアーノ・ジ・フレイタス | 2R 3:37 TKO（パンチ連打）       | Bitetti Combat 7                                            | 2010年5月28日  |
| ○    | フェリペ・アリネリ           | 2R 0:55 ダースチョーク          | Bitetti Combat 6                                            | 2010年2月25日  |
| ×    | アントニオ・ブラガ・ネト     | 10分1R終了 判定                 | XFC: Brazil 【ライトヘビー級トーナメント 決勝】             | 2007年4月29日  |
| ○    | アンドレ・セベロ             | 1R 1:29 TKO（パンチ連打）       | XFC: Brazil 【ライトヘビー級トーナメント 1回戦】            | 2007年4月29日  |

## 獲得タイトル
- The Ultimate Fighter Brazil ミドル級トーナメント 優勝（2012年）

## 表彰
- UFC パフォーマンス・オブ・ザ・ナイト（1回）